# 因蓋扎姆
19°34′7″N 5°46′20″E / 19.56861°N 5.77222°E

因蓋扎姆（阿拉伯语：‎），是阿爾及利亞的城鎮，位於該國東南部，由塔曼拉塞特省負責管轄，是因蓋扎姆區的首府，面積46,813平方公里，海拔高度400米，2008年人口7,045，人口密度每平方公里0.2人。